# 龍田里
25°03′17″N 121°33′24″E / 25.054789°N 121.556653°E
龍田里是台湾台北市松山区所辖的一个里，划分为4365戶，39鄰，共有10980人，其中男性5127人，女性5863人；人口户数为松山区最多；土地面積0.2274平方公里。其東至延壽街330號與自強里，西至健康路15巷與東昌里，南至健康路與東勢里、東光里，北至延壽街、光復北路230巷與介壽里、東昌里。

## 沿革
本里過去屬錫口十三庄之頂東勢的一部分，戰後劃入松山區東勢里，1962年改隸增劃之龍城里，1981年4月1日自龍城里分出為龍田里，1990年3月12日又將龍城里併入龍田里。
1950年代開始於此闢建空軍松山新村，提供服務於臺北市的空軍官士眷屬居住。後響應政府「老舊眷村改建」之政策，於1990年經行政院核定，1992年9月底全體住戶遷出，歷時五年陸續完工，並於1997年7月1日起辦理交屋，成為現在的「松山新城」。住戶除原「空軍松山新村」眷戶405戶參與「原地改建」外，尚容納國軍「大安、建華、撫遠、平安、自立」等眷村眷戶之「遷村改建」。北區之「松山新城乙標」社區則主要作為國民住宅公開配售。

## 里內設施
- 三軍總醫院松山分院
- 龍城市場
- 婦聯公園
- 民生社區